# Hovhannès Tumanian
Hovhannès Tumanian — Հովհաննես Թումանյան en armeni— (Dsegh, Lorí, 19 de febrer de 1869 - 23 de març de 1923) va ser un escriptor i activista armeni. És considerat el poeta nacional d'Armènia.
Tumanian va escriure poemes, quartets, balades, novel·les, rondalles, crítiques i articles periodístics. La seva obra va ser escrita en la seva majoria en forma realista, sovint centrada en la vida quotidiana del seu temps. Nascut al poble històric de Dsegh, a una edat primerenca Tumanian es traslladà a Tbilisi, que era el centre de la cultura armènia en l'Imperi Rus durant els segles xix i xx. Aviat es va fer conegut a la societat armènia per les seves obres senzilles però molt poètiques.
Moltes pel·lícules i pel·lícules d'animació han estat adaptades d'obres de Tumanyan. També dues òperes, Anush (1912) d'Armin Tigranian i Almast (1930) d'Aleksandr Spendiaryan, van ser escrites sobre la base de les seves obres.